# Elezioni parlamentari in Kazakistan del 1999
Le elezioni parlamentari in Kazakistan del 1999 si sono tenute il 10 ottobre (primo turno) e il 24 ottobre (secondo turno).

## Risultati
| Liste                                      | Collegio nazionale | Collegio nazionale | Collegio nazionale | Seggi           | Seggi            | Seggi  |
| Liste                                      | Voti               | %*                 | Seggi              | Collegi I turno | Collegi II turno | Totale |
| ------------------------------------------ | ------------------ | ------------------ | ------------------ | --------------- | ---------------- | ------ |
| Otan                                       | 1.622.895          | 36%                | 4                  | 4               | 16               | 24     |
| Partito Comunista del Kazakistan           | 932.549            | 20%                | 2                  | -               | 1                | 3      |
| Partito Agrario del Kazakistan             | 663.351            | 15%                | 2                  | 1               | -                | 3      |
| Partito Civico del Kazakistan              | 590.184            | 13%                | 2                  | 7               | 2                | 11     |
| Partito Democratico Azamat                 | 240.132            | 5%                 | -                  | -               | -                | -      |
| Partito del Congresso dek Kazakistan       | 148.776            | 3%                 | -                  | -               | -                | -      |
| Alash                                      | 144.945            | 3%                 | -                  | -               | -                | -      |
| Partito della Ricostruzione del Kazakistan | 103.328            | 2%                 | -                  | -               | -                | -      |
| Partito Repubblicano del Lavoro            | 72.721             | 1,6%               | -                  | -               | -                | -      |
| Altri/Indipendenti                         | N.D.               | N.D.               | N.D.               | 8               | 28               | 36     |
|                                            |                    |                    |                    |                 |                  |        |
| Totale                                     | 4.518.881          |                    | 10                 | 20              | 47               | 77     |

*Le percentuali sono state approssimate
- Le elezioni furono annullate in tre collegi.